# Nyżnia Krynka
Nyżnia Krynka (ukr. Нижня Кринка) – osiedle typu miejskiego na Ukrainie, w obwodzie donieckim, w faktycznie niefunkcjonującym rejonie donieckim, od 2014 pod kontrolą marionetkowej, uzależnionej od Rosji Donieckiej Republiki Ludowej. W 2001 liczyło 14 813 mieszkańców, spośród których 4931 wskazało jako ojczysty język ukraiński, 9770 rosyjski, 6 mołdawski, 2 bułgarski, 30 białoruski, 1 ormiański, 1 romski, 1 polski, a 71 inny.

## Urodzeni
- Aleksandr Chanżonkow